# Brysselfördraget
Brysselfördraget är ett fördrag som undertecknades den 17 mars 1948 av Belgien, Frankrike, Luxemburg, Nederländerna och Storbritannien. Överenskommelsen byggde på det tidigare Dunkirkfördraget från 1947 och var också vägledande för upprättandet av Atlantfördraget 1949.

## Ändrade Brysselfördraget
Genom Atlantfördraget upprättades försvarsorganisationen Nato 1951, men en parallell utveckling ledde också till att det europeiska försvarssamarbetet i Västeuropeiska unionen inrättades genom Ändrade Brysselfördraget 1954. Det var de misslyckade förhandlingarna om att upprätta den mer omfattande Europeiska försvarsgemenskapen som ledde fram till Ändrade Brysselfördraget, vilket även fick anslutning av Grekland, Italien, Portugal, Spanien och Västtyskland.
Den 31 mars 2010 blev det klart att samtliga tio medlemsstater i Västeuropeiska unionen kollektivt avsåg att dra sig ur Ändrade Brysselfördraget. Följaktligen upphörde VEU att existera den 30 juni 2011. I deklarationen från VEU:s ministerråd om att organisationen skulle upplösas framhölls att Nato fortsättningsvis utgör grunden för medlemsstaternas gemensamma försvar, men även det faktum att Europeiska unionen åtagit sig mer och mer av de uppgifter som tidigare åvilat VEU.